# 龍津石橋
22°19′44.46″N 114°11′41.13″E / 22.3290167°N 114.1947583°E
龍津石橋，是位於香港九龍城區的一條石砌棧橋（具碼頭功能的橋狀石砌建築），最初主要供官民前往九龍寨城及停泊緝私船隻之用。石橋建於1873年，1875年完工落成，全長200米，寬2.6米，分為南、北兩段，以花崗石建成，是當時全港最長和最堅固的石碼頭。橋柱共21條。其後因海泥淤積，1892年以木材加建至300米，橋頭作丁字形，築有接官亭。石橋經歷多次擴建，曾在日佔時期因日军擴建機場而被埋。
2008年3月，政府在啟德機場原址發現龍津石橋，整個遺蹟包括龍津橋、上下船平臺、碼頭石墩、接官亭、1930年代九龍城碼頭水泥墩、木質防撞柱及梯級。

## 歷史

#### 建造背景
19世紀中葉，香港洋商利用中國帆船偷運洋貨入口中國，走私漏税。兩廣總督下令在出入香港和澳門之水道，各設海關關卡，以緝拿走私船隻。當時的粤海關在已成為英國殖民地的香港島以外的馬灣、佛頭洲、長洲及九龍灣各設海關緝私，打擊走私活動，其中九龍灣的海關稅廠設於九龍寨城外的龍津渡碼頭。由於海關武裝緝私船隻需要停泊補給，故大鵬協彭姓副將及九龍巡檢倡議在九龍砲臺東側40米修建長200米的石碼頭，以當時寨城東面小河「龍津」命名。
另外，香港在1867年至1871年期間曾經開放賭權，公開招標讓人們開辦賭場，不過到了1872年再次禁賭，於是很多賭場經營者就把賭場遷移到九龍寨城。九龍城寨門口對開海邊，本來也有碼頭供來往港九的街渡停泊，但因九龍城寨賭檔日盛，招徠香港的賭客到城內賭博日多，反吸引了不少洋人到九龍城遊覽以及進行非法活動。由於原本的碼頭已不敷應用，築建龍津橋亦是時勢所趨。

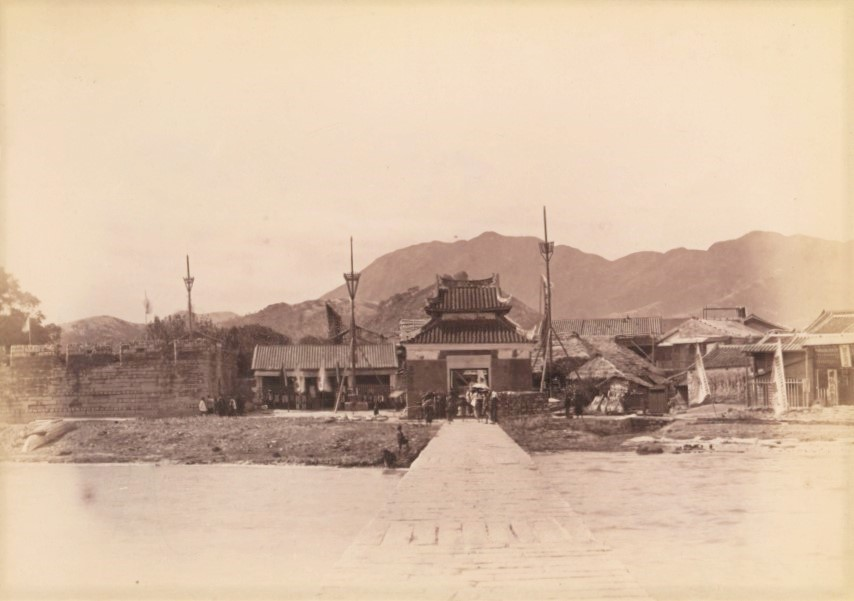
1898年，九龍寨城前的接官亭及亭前連接龍津石橋的通道

#### 興建及使用
1873年，龍津石橋開始動工興建，1875年落成後成為九龍寨城東門與海岸連接的登岸碼頭，亦是九龍半島割與英國後，中國官員由水路進入城寨的必經通道，同時供大鵬協左營兵船停泊之用。龍津橋旁建有「龍津亭」（又稱「接官亭」），以迎接派駐九龍寨城衙門的官員。
因龍津石橋的關係，經常有很多外國賭客光顧寨城的賭場，使寨城成了當時遠近知名的旅遊景點，加上九龍寨城的賭業因得到駐守當地的副將支持，賭客安全得到保障，因而發展迅速，同時帶旺了附近九龍大街（九龍街）的巿集。石橋亦促進了當地海上交通進一步發展，航線甚至遠及廣州和澳門等地。

#### 石橋的擴建
1892年，為解決碼頭因砂石沖積以致大型船隻無法靠泊的問題，由九龍樂善堂集資，在龍津橋南端擴建一座長約80米、末端呈「丁」字型（寬一丈二尺，約4米）的木碼頭，樂善堂徵收碼頭使用費作為慈善用途。當時樂善堂設置公秤，貨物在碼頭交收時，須秤量繳費。鄰近的馬頭圍、馬頭涌、馬頭角等地名，亦因龍津石橋而得名。

#### 英佔時期：第一代九龍城碼頭
1898年，英國按《展拓香港界址專條》租借新界，中國官員仍可駐守九龍寨城，而龍津橋則留與中國官民使用，並議定「中國兵商各船、渡艇任便往來停泊，且便城內官民任便行走」。及後英人以進佔「新界」期間遇到鄉民武力抵抗，認為事件與寨城內的官員有關，便根據專條內有關九龍寨城的附帶說明中「惟不得與保衛香港之武備有所妨礙」，於翌年5月出兵強佔寨城驅逐中國官兵，關閉中國海關。自此城內成為民居，中國官員和兵船失去了龍津石橋的控制權。至1910年九廣鐵路全線通車，龍津碼頭進一步失去了原有的作用和價值。

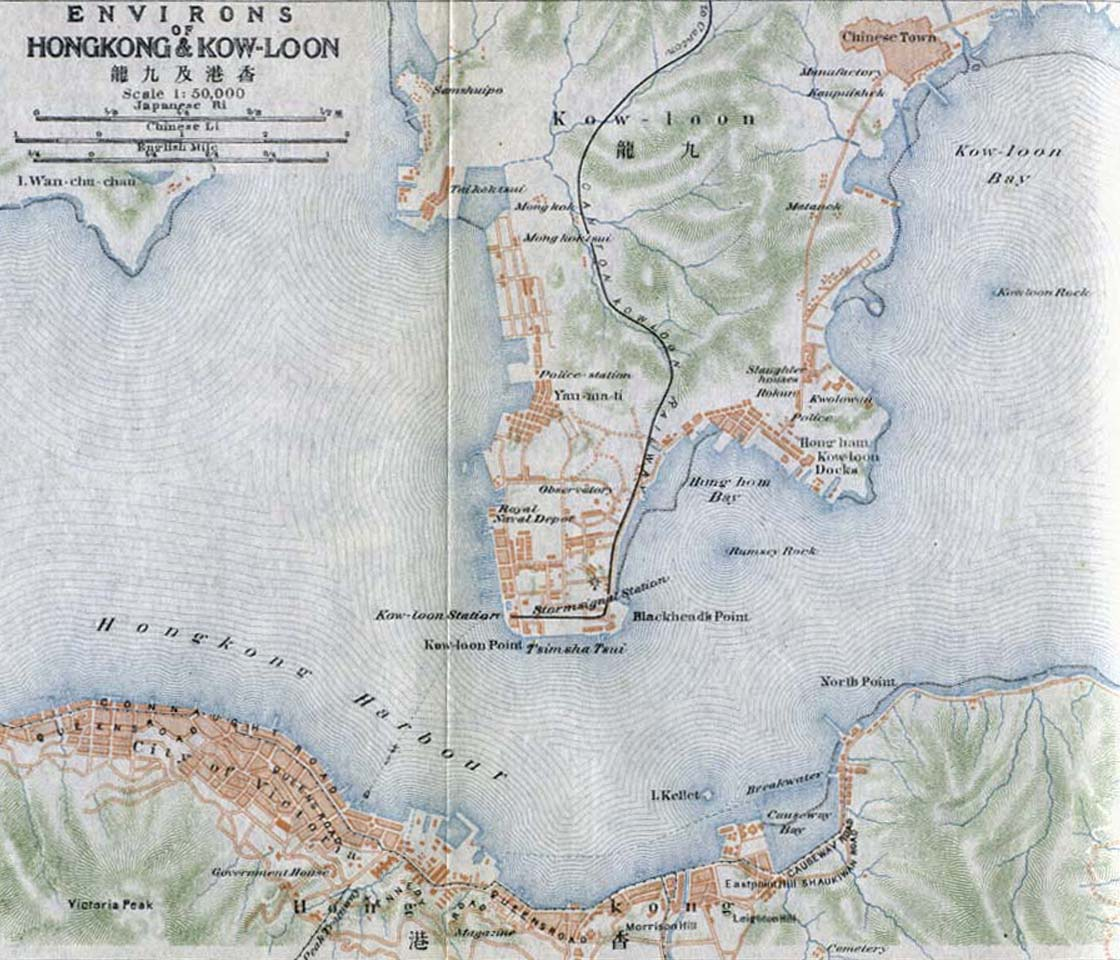
1915年的香港地圖，右上方標注「Chinese Town」的紅色地帶即九龍寨城，伸出海上的龍津石橋清晰可辨

1910年，港英政府將樂善堂擴建的木碼頭改建為水泥碼頭。隨着香港人口在1920年代激增，當時著名華人紳商何啟與區德等人合資經營之「啟德營業有限公司」，在九龍灣北岸進行大規模填海興建啟德濱，龍津石橋餘南段繼續使用，碼頭北端連同岸上的龍津亭則被拆毁。1928年，港府拆卸原本的水泥碼頭及部分石橋，並在1875年建成之碼頭南端沿北131度，向海續建一段長60米的新碼頭，建成後命名為「九龍城碼頭」，给香港的蒸汽小輪使用。1936年碼頭進行維修，於翌年完成。

#### 日佔時期：湮沒
日本佔領香港期間，日軍在1942年起大規模擴建啟德機場，九龍城碼頭隨啟德濱樓房一併拆卸，石橋、碼頭石墩及基座等被埋。

### 龍津亭

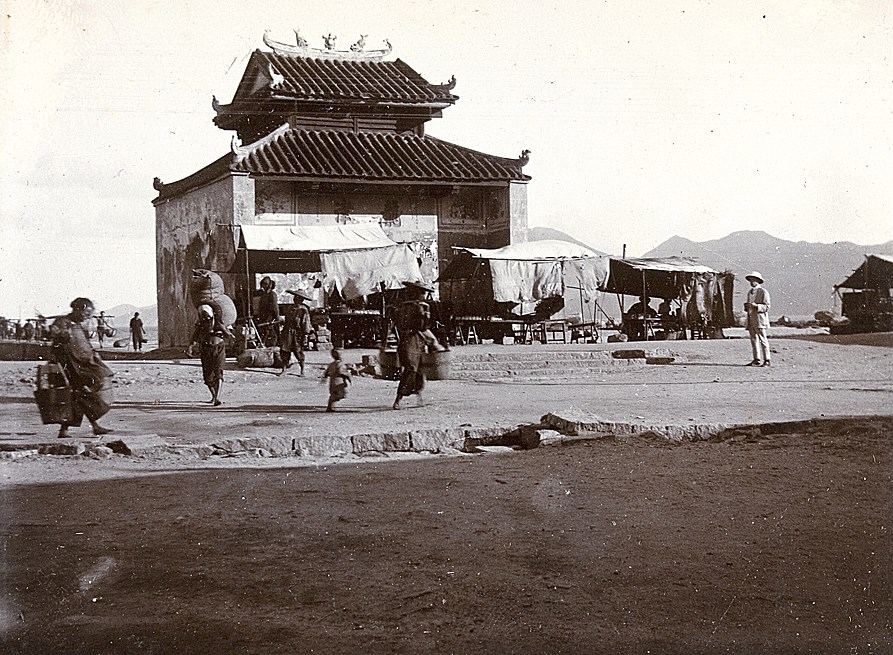
1910年的龍津石橋接官亭

龍津亭建於龍津石橋前，亦是九龍街的盡頭處。亭為傳統中式建築，分上下兩層，四邊有門。亭上嵌有石額兩幅︰面向寨城的石額刻有由南海出身的翰林潘仕釗在同治十三年（1873年）所題的「龍津」兩字（該年亦為龍津石橋始建年份）；臨海的一幅則刻有「同登平蕩」四字，但並無任何題名。亭內還嵌有創建碑記。
龍津亭除供旅客休憩及避雨外，也有迎接官員之意，新安縣九龍巡檢和大鵬協副將上任和卸任儀式都在此處舉行，故時人稱為「接官亭」。至1920年代，龍津亭因九龍城及啟德濱發展計劃而被拆卸，基座被埋。
1930年出版的《九龍樂善堂專刊》記載了政府當時曾有意「俯順輿情」，撥出太子道與衙前圍道的中央草地，以「龍津門」的形式改建龍津亭，使之與鯉魚門「互相朝對」，但計劃最終沒有實現。
龍津亭「同登平蕩」的石額自1930年或之前已告遺失；面向寨城的「龍津」石額則由樂善堂保留，並被安置於樂善堂義學（後改稱樂善堂小學）後門門楣內側。

## 考古發現

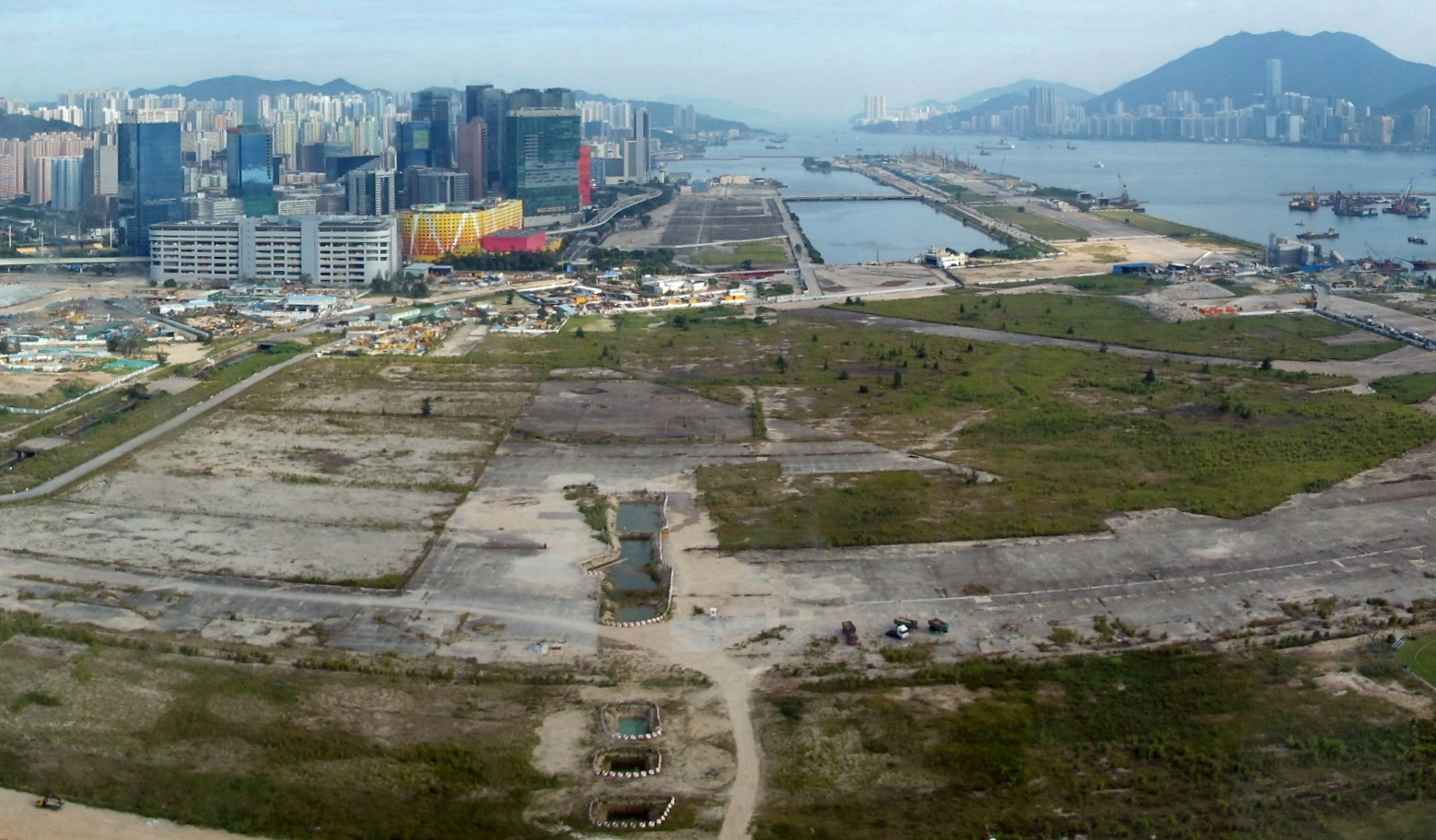
龍津石橋的探坑位於啟德機場舊址內

啟德機場在1998年停用後，政府曾委託考古專家在2003年進行考古調查，發現1924年啟德濱海堤及上岸梯級，但沒有發現龍津橋遺跡。2008年3月，考古學家發現一段龍津橋及9座石橋墩，政府在同年11月委託考古專家發掘，終找到1875年龍津橋、上下船平台、碼頭石墩、接官亭墻基基石、1930年代九龍城碼頭水泥墩、木質防撞柱及梯級。此外，亦發現青花瓷杯、碗、碟、枕頭、陶油燈、陶缸等19世紀末至20世紀初文物。根據推測，以前接官亭的位置大概為今日富豪東方酒店，而昔日隔住太子道東的啟德客運大樓則是碼頭石橋上岸的地方。

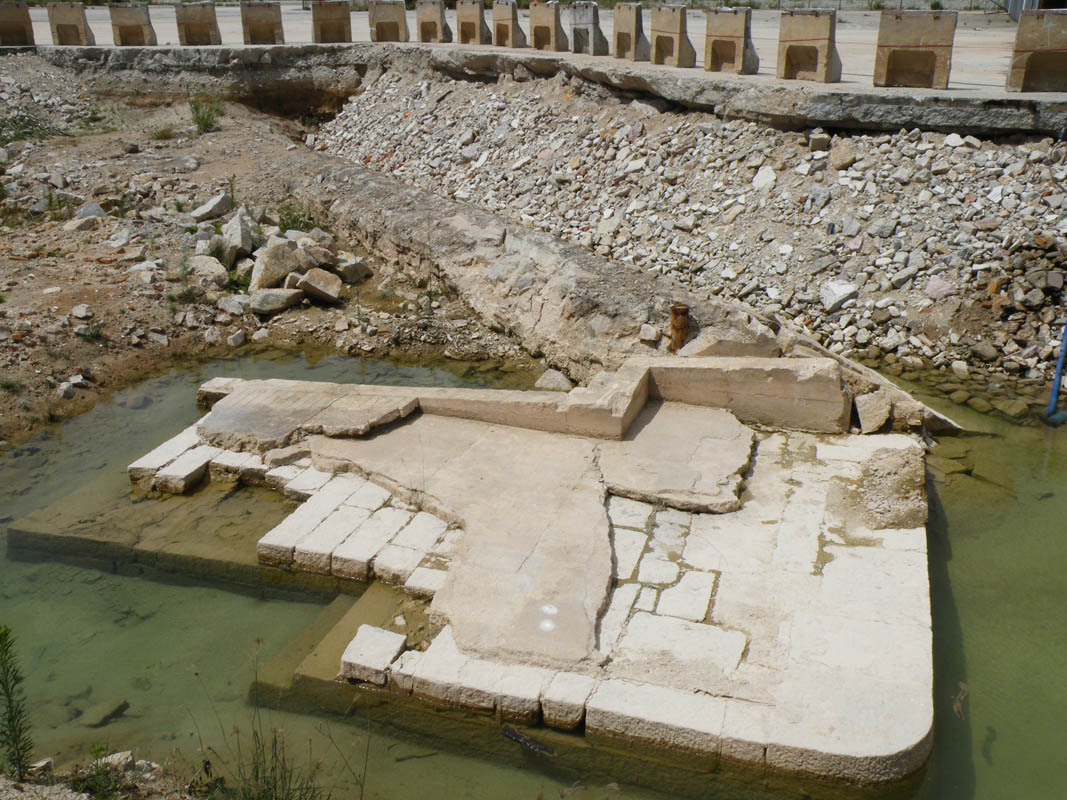
石橋向海末端及海堤
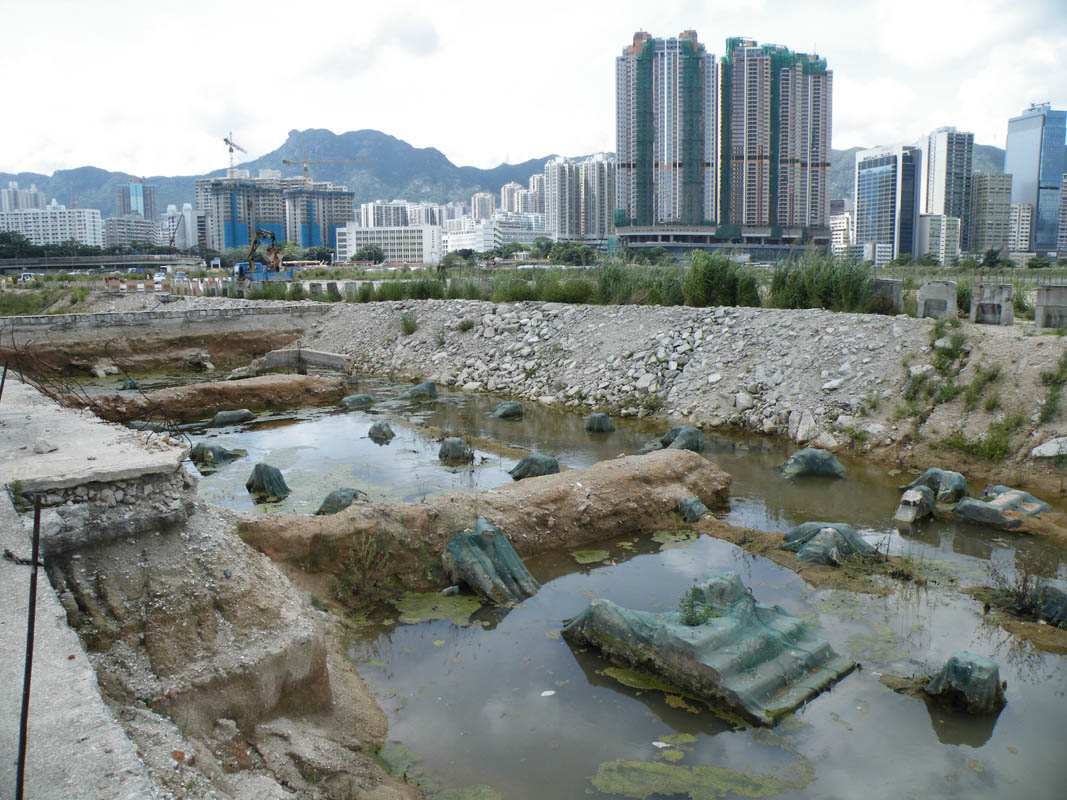
前九龍城碼頭殘存混凝土支柱

## 保育安排
因應龍津石橋的發現，啟德發展計劃環境影響評估報告建議劃定龍津橋遺蹟的範圍，並原址保存龍津橋遺蹟，作為啟德發展計劃的一部分，報告於2009年3月獲通過。政府在2010年至2011年進行兩階段的公眾參與諮詢，建議設立一條闊30米的保育長廊，保育龍津石橋遺跡，並會興建行人隧道連接石鼓壟道遊樂場，讓遊人可步行往返九龍寨城公園，亦因應保育長廊修訂啟德發展計劃的分區大綱圖與城市設計。然而，由於配合沙中綫興建及鄰近地區發展，政府預期最快須待2022年後，才能正式開放。2021年，龍津石橋保育長廊動工，預計將於2025-2026年落成。

## 外部連結
- 龍津石橋保育建議方案 （页面存档备份，存于），古物古蹟辦事處，2009年11月
- 龍津石橋保育的公民參與 （页面存档备份，存于），土木工程拓展署
- 寨城內外 （页面存档备份，存于）《香港歷史系列2》，香港電台，2010年12月24日